# أليس: عودة الجنون
أليس: عودة الجنون (بالإنجليزية: Alice: Madness Returns)‏ هي لعبة فيديو من نوع رعب نفسي أكشن-مغامرة ومنصات من تصميم أميريكان مكغي وتطوير الأستديو الصيني "سبايسي هورس"وأطلقت من قبل إلكترونيك آرتس لأنظمة التشغيل الويندوز، بلاي ستيشن 3 وإكس بوكس 360. وهي تتمة للعبة الفيديو أميريكان مكغي أليس التي صدرت عام 2000. أطلقت اللعبة في جميع أنحاء العالم بداية في أمريكا الشمالية في 14 يونيو (جوان) 2011، ثم أوروبا في 16 يونيو (جوان)، وفي المملكة المتحدة يوم 17 يونيو (جوان).

## أحداث اللعبة
أليس: عودة الجنون تتبع أليس ليدل وهي فتاة تعاني من صدمة سببها وفاة عائلتها في حريق. خرجت أليس من مصحة للأمراض النفسية وأصبحت تعيش في دار للأيتام المرضى عقليا تحت رعاية الدكتور «انجوس بامبي». للتخلص من الصدمة ومعرفة الحقيقة حول ماضيها، تقع مجددا في بلاد العجائب، الذي أفسدته قوة شر.

## روابط خارجية
- أليس: عودة الجنون على موقع IMDb (الإنجليزية)